# Champagne (Ardèche)
Champagne – miejscowość i gmina we Francji, w regionie Owernia-Rodan-Alpy, w departamencie Ardèche.
Według danych na rok 1990 gminę zamieszkiwało 406 osób, a gęstość zaludnienia wynosiła 99 osób/km² (wśród 2880 gmin regionu Rodan-Alpy Champagne plasuje się na 1229. miejscu pod względem liczby ludności, natomiast pod względem powierzchni na miejscu 1581.).